# Religionssoziologie
Die Religionssoziologie ist ein Spezialgebiet der Soziologie und zugleich der Religionswissenschaft. Sie befasst sich mit den sozialen Voraussetzungen von Religion, mit den sozialen Formen, die Religion annimmt, und dem Einfluss von Religion auf Gesellschaften sowie mit dem Einfluss der veränderten Gesellschaft auf die Religion. Die Religionssoziologie deckt hierbei ein weites Feld ab und reicht von Beiträgen zur Gesellschaftstheorie (die z. B. die Funktion von Religion für die Gesamtgesellschaft beschreiben) bis zur mikrosoziologischen Untersuchung einzelner religiöser Gruppen und religiöser Praktiken.

## Grundbegriffe

### Religion
Die Soziologie hat keinen einheitlichen Begriff der Religion ausgebildet, vielmehr gehen die Autoren von unterschiedlichen Religionsbegriffen aus. Unterschieden werden substantiale und funktionale Definitionen der Religion:
1. Substantiale Definitionen versuchen, charakteristische Wesensmerkmale der Religion zu bestimmen, die diese „substantial“ (wesensmäßig, inhaltlich) von anderen sozialen Phänomenen unterscheidet, beispielsweise die Erfahrung von Gott oder dem Heiligen. Religiös sind immanente Handlungen und Überzeugungen nur dann, wenn sie einen Bezug auf die Transzendenz aufweisen (Gott, höheres Wesen, Engel usw.).
2. Funktionale Definitionen hingegen versuchen, Religion über ihre Funktion für einzelne Gesellschaftsmitglieder bzw. die Gesamtgesellschaft zu bestimmen. Funktionen der Religion können zum Beispiel die Erklärung sonst unerklärlicher Phänomene oder die Legitimation von Herrschaft sein. Üblicherweise werden aber konkrete Funktionsbeziehungen genutzt, um etwas als religiös zu bestimmen. Dies sind nach Durkheim die Funktion der Integration, nach Marx die Funktion der Kompensation oder die Funktion der Kontingenzbewältigung.

Darüber hinaus gibt es Mischdefinitionen, die sowohl substantiale als auch funktionale Elemente einbeziehen. Auch aufgrund der lange Zeit dominierenden Verbreitung funktionalistischer Theorien in der internationalen Soziologie haben sich funktionale soziologische Definitionen der Religion verbreitet.
Für eine funktionale Bestimmung von Religion spricht auch die Begriffsgeschichte: Der Begriff der Religion stammt aus der christlich-abendländischen Tradition und ist daher nicht ohne weiteres auf Gesellschaften außerhalb dieses Kulturkreises anwendbar (siehe hierzu ausführlicher: Religion). Gegen eine Verwendung spricht ihre gleichzeitige Ausweitung auf Phänomene, die für das Gros der Menschen nur schwer als religiös zu verstehen sind, sowie ihre Begrenztheit durch den Funktionsgrund (z. B. Integration).

### Säkularisierung
Der Prozess der Säkularisierung beschreibt die zunehmende Trennung von Religion und gesellschaftlichen Prozessen und Einrichtungen, die früher religiös geprägt waren. Säkularisierung geht damit weiter als die bloße Aufhebung geistlicher Herrschaften im Rahmen der Säkularisation. War das Mittelalter noch von einem tiefgreifenden religiösen Einfluss auf alle Bereiche menschlichen Lebens gekennzeichnet, so wird Religion im Säkularisierungsprozess zu einem System neben anderen. So werden zum Beispiel heutzutage Krankenhäuser nicht mehr allein unter dem Gedanken christlicher Barmherzigkeit organisiert, sondern gelten als säkulare (weltliche) Anstalten zum Wohle der Allgemeinheit und werden dementsprechend staatlich finanziert und professionell betrieben. Ebenso wurde die Rolle des Klerus in der Gesellschaft im Laufe der europäischen Geschichte einem sozialen Wandel unterworfen.
Die in den aktuellen religionssoziologischen Diskussionen verwendete Säkularisierungsthese oder Säkularisierungstheorie konzentriert sich auf die Erforschung der Bindekraft religiöser Normen für die Bürger und dem Wandel in religiösen Verhaltensweisen. Aufgrund einer Spannung zwischen Religion und Moderne – oder besser zwischen religiöser Vitalität und Modernisierung – kommt es zu Säkularisierung in diesem Sinne. Wenngleich mit dem Säkularisierungsprozess zweifellos ein Verlust des Einflusses institutionalisierter Religiosität (insbesondere kirchlich institutionalisierter Religiosität) in vielen Lebensbereichen verbunden ist, ist es doch strittig, ob die Säkularisierung einen Bedeutungsverlust von Religion bzw. Religiosität als solchen beinhaltet oder ob sie nicht vielmehr einen Strukturwandel der Religion darstellt, sich also die Religiosität der Menschen nur in ihrer Form und in der Art und Weise ihrer Ausübung ändert. Thomas Luckmann spricht in diesem Zusammenhang von Säkularisierung als einer „Entkirchlichung“ bzw. „Privatisierung“ von Religiosität. Demgegenüber versuchen Detlef Pollack, Steve Bruce, Gert Pickel, David Voas und andere Religionssoziologen mittels empirischer Studien nachzuweisen, dass mit dem Rückgang institutionalisierter Religiosität auch ein Rückgang individueller Religiosität einhergegangen ist.
Die ursprüngliche Säkularisierungstheorie, die vielfach von einem Verschwinden der Religion ausging und bis in die 1960er Jahre das vorherrschende Paradigma der Religionssoziologie darstellte, wird im Allgemeinen nicht mehr vertreten, was auch den Gegenpositionen in Form von religionssoziologischen Ansätzen wie der Individualisierungsthese (Thomas Luckmann, Grace Davie) oder dem aus den USA stammenden Marktmodell des Religiösen (Rodney Stark) geschuldet ist. Dieses Marktmodell galt etwa seit den frühen 1990er Jahren als das „neue Paradigma“ der Religionssoziologie (Warner 1993), konnte sich aber nicht durchsetzen. Neuere Analysen in der säkularisierungtheoretischen Tradition betonen die Pfadabhängigkeit von Säkularisierung (Ronald Inglehart, Pippa Norris, Gert Pickel), geben aber die grundsätzliche Rahmenannahme eines sozialen Bedeutungsverlustes von Religion in modernen Gesellschaften mit Bezug auf international vergleichende Umfragestudien nicht auf.

### Ritual
Die Religionsausübung ist in der Regel mit der Praxis von Ritualen und Zeremonien verbunden, mit denen die Anhänger einer Religion ihre religiöse Lebensführung gestalten, ihre Weltanschauung zum Ausdruck bringen oder die Zugehörigkeit zu einer Gemeinschaft demonstrieren und zelebrieren. Im Rahmen von Kult und Gottesdienst dienen solche Rituale sehr oft der Erfahrung von Transzendenz, der symbolisch oder zeichenhaft vermittelten (jedoch unter Umständen durchaus als „real“ empfundenen oder interpretierten) Verbindung mit dem (wie auch immer verstandenen) Göttlichen oder Absoluten, der Herstellung und dem Erlebnis von Gemeinschaft oder einer als sinnstiftend empfundenen Deutung und Überhöhung des lebensweltlichen Alltags durch religiöse Symbole und rituelle Vollzüge.
Siehe auch: Religiöse Riten

### Religiöse Organisationen
Religion äußert sich nicht nur in der religiösen Praxis von Ritualen, sondern auch in religiösen Organisationen, die sich in Aufbau, Hierarchie und Mitgliedschaftsvoraussetzungen unterscheiden. Schon Max Weber traf eine Unterscheidung zwischen Sekten einerseits und Kirchen andererseits. Der ursprünglich wissenschaftlich neutral gebrauchte Begriff der Sekte ist im außerwissenschaftlichen Kontext in der Regel eindeutig negativ belegt.
Neben der kategorialen Unterscheidung bestimmter Organisationsformen wie Kirche und Sekte richtet die Religionssoziologie ihr Interesse auch auf die Entstehung solcher Organisationsformen und den Übergang von einer Organisationsform in andere. Manfred Hermanns hat die Herrschafts- und Partizipationsstrukturen der Organisation Kirche untersucht.

### Religiöse Rollen
Mit der Ausbildung organisierter Religiosität in Ritualen und Organisationen geht die Entstehung bestimmter sozialer Rollen einher, etwa der des Priesters und des Propheten. Religiöse Führer oder Gruppen religiöser Funktionsträger (z. B. der Klerus) können in einer religiös geprägten Gesellschaft eine bedeutende soziale Position einnehmen, mit der gesellschaftlicher Einfluss und Privilegien bis hin zur tatsächlichen oder beanspruchten politischen Herrschaft verbunden sein können (Klerikalismus).
Religionssoziologische (bisweilen auch von der Pastoraltheologie herangezogene) Forschungen befassen sich auch mit der praktischen Rolle von Seelsorgerinnen und Seelsorgern im modernen, durch Differenzierung und Konkurrenz der Systeme und Ideologien gekennzeichneten gesellschaftlichen Kontext. Ihre Rolle als Repräsentanten der Religion lässt sich soziologisch (in Anlehnung an Anthony Giddens) auch als „Expertensystem“ beschreiben, das an die Stelle des hergebrachten allumfassenden und allgemeingültigen „Symbolsystems“ getreten ist.

## Theoriegeschichte
Bereits von dem vorsokratischen griechischen Denker Xenophanes († 470 v. Chr.) sind ausgesprochen religionssoziologische Fragmente überliefert. Als bedeutender Vorläufer der Aufklärung ist der von Charles de Montesquieu mit seinem L’esprit du lois (1749) beeinflusste Orientalist Johann David Michaelis mit seinem Werk Mosaisches Recht von 1793 anzusehen. Hier wurde erstmals die soziale ‚Vernünftigkeit‘ der mosaischen Gesetze in der Bibel dargetan, und zur Prüfung seiner Hypothesen arbeitete Michaelis auch einen empirischen Fragebogen aus, den er Carsten Niebuhr und Pehr Forsskål auf ihre berühmte arabische Expedition mitgab.
Grundlegend für die Entwicklung der Religionssoziologie selbst sind vor allem die Schriften von Max Weber (Die protestantische Ethik und der „Geist“ des Kapitalismus, Die Wirtschaftsethik der Weltreligionen) und Émile Durkheim (Die elementaren Formen des religiösen Lebens).

### Religionskritik
Auguste Comte verstand Soziologie als Naturwissenschaft, die sich infolge der Aufklärung als Steuerungsinstrument einer rationalen Gesellschaft etablieren sollte, soziale Physik. Im Vorfeld einer Soziologie der Religion steht daher das Erbe der Religionskritik, die neben philosophischen und psychologischen Argumenten immer auch mit soziologischen Argumenten betrieben wurde. Dem theologischen Zeitalter folge somit ein wissenschaftliches, so Auguste Comte.

### Karl Marx
Einen wichtigen Beitrag zur Religionskritik aus soziologischer Perspektive formulierte auch Karl Marx. Dieser geht in seiner Gesellschaftstheorie davon aus, dass im Zuge der Entfremdung des Arbeiters durch den Zwangsverkauf seiner Arbeitskraft in der kapitalistischen Gesellschaft der Religion die Funktion zufalle, diese Entfremdung durch religiösen Trost und Jenseitsorientierung zu überdecken (Kompensationsfunktion). Daher übernimmt Marx von Engels die Charakterisierung der Religion als „Opium des [einfachen] Volkes“ (dem das echte, materielle Opium nicht zugänglich war) und betrachtet daraus folgernd die Kritik der Religion als den Anfang aller Kritik. Religion stellt für ihn den Überbau der sozioökonomischen Basis der Gesellschaft dar und trägt zur Stabilisierung dieser Gesellschaftsform bei. Damit wird aber – und dies ist seine zentrale Kritik – sozialer Wandel verhindert, die Abhängigkeitsverhältnisse werden festgeschrieben.

### Émile Durkheim
In seinem religionssoziologischen Hauptwerk Die elementaren Formen des religiösen Lebens bezeichnet Émile Durkheim die Religion als Ausdruck des Sozialen. Während in der Vergangenheit Religion das Bindeglied der traditionellen Gesellschaften war, wird dies in der modernen Gesellschaft durch soziale Zusammenhänge zum großen Teil ersetzt. Er entwickelt demgemäß die grundsätzliche Unterscheidung zwischen „heilig“ und „profan“. Zudem stellte er die hohe Bedeutung der Integrationsleistung der Religion für Gesellschaften in das Zentrum seiner Überlegungen. Entsprechend finden sich bei Durkheim sowohl Elemente einer substantiellen Religionsdefinition als auch einer funktionalen Religionsdefinition. Von zentraler Bedeutung ist für Durkheim die Rolle der kollektiven religiösen Erfahrung.
In den dreißiger Jahren des vorigen Jahrhunderts versuchten die Soziologen und Intellektuellen des Collège de Sociologie, angelehnt an Durkheim und seine Schüler (Marcel Mauss, Robert Hertz und Henri Hubert), eine soziologisch grundierte Religionstheorie und z. T. auch -praxis zu entwickeln, die dem ideologischen Einfluss des Nationalsozialismus auf den Einzelnen vorbeugen sollte. Sie konnte sich allerdings im deutschen wie auch im angelsächsischen Sprachraum nur bedingt durchsetzen.

### Max Weber
Max Webers wichtigster Beitrag zur Religionssoziologie ist seine sogenannte Protestantismusthese, die er in seiner Schrift Die protestantische Ethik und der „Geist“ des Kapitalismus von 1904 entwickelte. Weber versucht die Frage zu beantworten, weshalb sich ausgerechnet im Abendland (genauer: in den angelsächsischen Ländern) der moderne (= rationale) Kapitalismus entwickelte. Weber erklärt dies durch den Protestantismus, insbesondere die Prädestinationslehre. Dieser führte einerseits zu einer innerweltlichen Askese (und dazu zur nötigen Kapitalakkumulation), andererseits zu einer Lebenspraxis, die wirtschaftlichen Erfolg als anstrebenswert erachtete, weil dieser als Zeichen göttlicher Auserwähltheit angesehen wurde. Auch wenn sich die religiöse Basis im Laufe der Zeit änderte, so blieb doch diese Lebenspraxis. Andere Religionen untersuchte Weber in der Aufsatzsammlung Die Wirtschaftsethik der Weltreligionen.
Neben der Protestantismusthese hat Weber in seinem Hauptwerk Wirtschaft und Gesellschaft systematisch Grundbegriffe der Religionssoziologie wie z. B. Sekte abgehandelt. Sein vor allem im Kontext der von ihm definierten Herrschaftstypen bekannt gewordener Begriff des Charismas wird seit den 1990ern gewinnbringend in der Religionssoziologie aber auch für die Politische Soziologie angewandt.

### Georg Simmel
Bei Georg Simmel klingt die Religion in seinem Werk Philosophie des Geldes an. Symbolhaft steht hierfür seine Aussage, „[dass] das Geld der Gott unserer Zeit“ (als Erweiterung zu Nietzsches: „Gott ist tot“) sei. Geld und Kapitalismus setzten sich Simmel zufolge also an die Stelle, die vorher die Religion innehatte. Sprachliche Verwandtschaften verdeutlichen dies: Offenbarung und Offenbarungseid, Schuld und Schulden, Credo und Kredit, Erlös und Erlösung, heilige und kommerzielle Messe, Beruf und Berufung. Religionssoziologisch wichtig ist die Unterscheidung von religiösen und religioiden Vorstellungen. Letztere stellen „religiöse Halbprodukte“ dar, welche ähnlich wie Religion und Religiosität aussehen, aber keine sind.
Wichtige Entwicklungen sind hierbei: kognitive Rationalisierung (Geld führt zur Notwendigkeit täglicher mathematischer Operationen), Geld als Wertesystem und Quasi-Religion (über den Kapitalismus wird das Geld vom Mittel zum Selbstzweck), Individualisierung (Geld als Schrittmacher individueller Freiheit).

### Talcott Parsons
Aus Sicht der strukturfunktionalen Systemtheorie Talcott Parsons ist die Religion ein wesentliches Element für die Begründung von Werten und Grundmustern sozialer Systeme. Sie stellt ein wichtiges Subsystem dar, welches eine zentrale Leistung für das System erbringt. In modernen Gesellschaften können Ideologien oder Zivilreligion als funktionale Äquivalente zu Religion an Bedeutung gewinnen.
Ausgehend von Parsons’ Überlegungen entwickelte Robert N. Bellah in den USA sein Modell der „Zivilreligion“. Es geht davon aus, dass eine Art von gemeinsamer Religion für den Erhalt eines Staatenwesens notwendig ist. Gleichzeitig darf dies dann keine spezifische Religion sein, sondern muss oberhalb deren Prägekraft liegen. Für die USA, die Bellahs Beispiel darstellte, ist dies die Mischung aus dem Bezug auf Gott, die auserwählte Nation Amerika und Demokratie.

### Thomas Luckmann
Thomas Luckmann stellt die positive, konstruktive gesellschaftliche Rolle der Religion in den Vordergrund, indem er auf deren Potenzial bei der Krisenbewältigung und bei der Stabilisierung der Gemeinschaft in Phasen sozialer Umbrüche hinweist (vgl. Berger). Religiosität ist für Luckmann eine anthropologische Konstante, die sich in der Moderne nur neue Formen der Repräsentation sucht und nicht – wie die Säkularisierungsthese behauptet – verschwindet. Die funktionale Differenzierung moderner Gesellschaften führt jedoch dazu, dass Religion auf das Private beschränkt wird, d. h. den Bereich des Lebens, der nicht den Funktionslogiken der gesellschaftlichen Funktionsbereiche unterworfen ist. Neue Formen der Religion entstehen, weil Religion im Privatbereich nicht mehr der Kontrolle durch die Kirchen (als weltanschaulichen Institutionen) unterliegt.

### Niklas Luhmann
In der Systemtheorie Luhmanns wird Religion als eigenes Sub- oder Teilsystem der Gesellschaft funktional bestimmt. Im Zuge der funktionalen Differenzierung moderner Gesellschaften bildet sich u. a. neben Wirtschaft, Politik und Kunst ein eigenes Religionssystem heraus. Demgegenüber argumentiert Andreas Dorschel, dass die Religion mit dem ihr eigenen Anspruch auf höchste Relevanz schlecht zum „Teilsystem“ tauge und nur beschränkt differenzierungskompatibel sei: „Die Religion ist Religion in ihren unbescheidenen Prätentionen.“
Während Max Weber in seiner Analyse des Protestantismus die Rolle der Religion für die Rationalisierung und funktionale Ausdifferenzierung der Gesellschaft betont, sieht Niklas Luhmann in der Religion bis ins 18. Jahrhundert eher ein Hemmnis der gesellschaftlichen Ausdifferenzierung. Religion hat für ihn die Funktion, das in der Kommunikation innerhalb aller Sinnsysteme Ausgeschlossene, Unbestimmbare, irgendwie Beunruhigende in eine transzendente Umwelt zu verschieben, wodurch existenzielle Fragen mit Hilfe von Gottes Willen erklärbar werden. Für Armin Nassehi ermöglicht Religion so die Kommunikation bei Fragen wie Sterbehilfe, auf welche die Gesellschaft bislang keine eindeutigen Antworten gefunden hat. Der Religion fällt dann die Funktion zu, Kommunikation zu ermöglichen und gleichzeitig Unbestimmtheit aufrechtzuerhalten. Doch die funktionale Ausdifferenzierung der Religion als funktionierendes Sammelbecken für Unerklärliches hat ihre Grenzen zum einen schon bei den gebildeten Schichten der Antike, die sich lieber mit Philosophie befassten, zum anderen in der Moderne durch die Entstehung synkretistischer individueller „Privatreligionen“. Strittig ist auch Luhmanns These, wonach der spezifische Code des Religionssystems die Unterscheidung von transzendent und immanent sei. Das erscheint vielfach als Schwachpunkt seiner Religionstheorie, weil sein Transzendenzbegriff durch das Christentum geprägt sei. Christoph Kleine sieht in Luhmanns Transzendenzbegriff hingegen „eine unvermeidbare Begleiterscheinung jeder Systemoperation im Medium Sinn“, insofern er nur auf die Überschreitung einer (relativen, zeit-, kultur- usw. -abhängigen) Grenze verweist.

### Rodney Stark und William Sims Bainbridge
Mit ihrer grundlegenden Studie A Theory of Religion bringen die beiden amerikanischen Soziologen Rodney Stark und William Sims Bainbridge (neben einigen anderen) die Theorie der rationalen Entscheidung (rational choice theory, auch ökonomische Handlungstheorie) in die Religionssoziologie ein. Sie bestreiten die Aussage der Säkularisierungsthese, wonach mit fortschreitender Modernisierung Religion und Religiosität an Bedeutung verlieren. Vielmehr gehen sie davon aus, dass sich die religiösen Bedürfnisse der Menschen trotz allgemeiner Rationalisierung der Lebensweisen nicht verändert hätten, und richten ihr Augenmerk stattdessen auf die Angebotsseite der Religion: auf die Religionsgemeinschaften und Kirchen. Ob es zu einer Säkularisierung in der Gesellschaft komme oder nicht, hänge demnach vielmehr von der Beschaffenheit des „Marktes der Religionen“ ab. Das Vorhandensein einer Vielzahl von Religionsgemeinschaften innerhalb einer Gesellschaft nämlich zwinge die religiösen Anbieter dazu, ihre „Ware“ möglichst attraktiv zu gestalten, und führe damit zu einem Aufblühen der Religiosität insgesamt. Hingegen würde die Dominanz einer einzigen Religion (etwa einer Staats- oder subventionierten Kirche) Konkurrenz ausschließen, Anreize zur Attraktivitätssteigerung des religiösen Angebots behindern und so zu einem Absterben aktiver Religiosität insgesamt führen. Ihre Überlegungen haben zentral zur Entwicklung des Marktmodells des Religiösen geführt.

### Ulrich Oevermann
Das von Ulrich Oevermann in einem Aufsatz von 1995 erstmals vorgelegte und später in weiteren Aufsätzen weiterentwickelte „Strukturmodell von Religiosität“ gilt neben den Ansätzen von Thomas Luckmann und Niklas Luhmann zu den drei einflussreichen religionssoziologischen Paradigmen in Deutschland. Es ist unter diesen drei Ansätzen zugleich das mit Abstand jüngste Paradigma. Oevermann unterscheidet in seinem Modell zwischen der „Struktur“ von Religiosität, die als universell gilt, und ihrem „Inhalt“, der in Gestalt von Herkunfts- und Bewährungsmythen als je historisch variabel betrachtet wird. Der Säkularisierungsprozess wird vor diesem Hintergrund gefasst als eine Transformation der Inhalte, als Transformation religiöser Glaubensinhalte in säkulare, bei Fortbestehen der grundlegenden Struktur von Religiosität.
Die universelle Struktur von Religiosität hängt in seinem strukturalistisch-pragmatistischen Modell unmittelbar mit den universellen Struktureigenschaften menschlicher Lebenspraxis zusammen. In deren Zentrum steht die „sprachliche Bedeutungs- und Prädikationsfunktion“, die gattungsgeschichtlich mit dem Übergang von Natur zu Kultur entstanden ist und die einen Dualismus zwischen der zeichenhaft „repräsentierenden Welt“ hypothetischer Möglichkeiten in Vergangenheit und Zukunft einerseits und der „repräsentierten Welt“ der Wirklichkeit im Hier und Jetzt der Gegenwart andererseits zeitigt. Aus diesem Dualismus resultiert nach Oevermann zwingend „das Bewusstsein von der Endlichkeit des Lebens“, das seinerseits „das Problem der nicht still stellbaren Bewährungsdynamik“ hervorrufe.
Laut Oevermann besteht Religiosität aus „drei Struktureigenschaften“, die im Sinne eines Phasenmodells aufeinanderfolgen: „1. dem Bewährungsproblem“ aufgrund des Bewusstseins von der Endlichkeit des Lebens, das eine nicht still stellbare Bewährungsdynamik freisetze, „2. dem Bewährungsmythos“, der eine notwendige Hoffnung auf die Bewährtheit verbürge, und „3. der Evidenz des Mythos aufgrund einer vergemeinschafteten Praxis“. Das erste Strukturmoment sei kulturell universell, das zweite je kulturspezifisch und das dritte sowohl universell, was die Vergemeinschaftung als Struktur anbetreffe, als auch kulturspezifisch, was ihre von den jeweiligen Inhalten und den daraus folgenden Riten und Kultformen abhängige soziale Ausformung anbetreffe.

## Empirische Religionssoziologie

### Quantitative Ansätze
Im Rahmen von groß angelegten Umfragen wie der European Values Study, dem World Values Survey, ALLBUS und der Shell-Jugendstudie sind Fragen nach der Religion ein fester Bestandteil. Ziel des quantitativen Zugangs zur Religionssoziologie ist eine Sicht auf die Verteilungen von Kirchlichkeit und Religiosität auf der Makroebene. Entsprechende Studien stehen dabei oft Überlegungen der Modernisierungstheorie und der Säkularisierungstheorie nahe. Hierbei von besonderer Bedeutung sind die weltumgreifenden empirischen Studien von Ronald Inglehart. Sie verweisen auf einen engen Zusammenhang zwischen Modernisierung, Säkularisierung und Demokratisierung. Wichtige weitere Studien sind die Schwerpunkterhebungen des International Social Survey Programms 1998 und 2008 oder aber auch der Bertelsmann Religionsmonitor 2008 und 2013.

### Übersichtsdarstellungen
- Ivo Bäder-Butschle, Detlef Lienau: Funktionalisierte Religion. Soziologische Perspektiven auf Religion und Kirche. Leipzig 2021, ISBN 978-3-374-06901-9.
- Manfred Hermanns: Kirche als soziale Organisation. Zwischen Partizipation und Herrschaft. Düsseldorf 1979, ISBN 3-491-77599-X.
- Hubert Knoblauch: Religionssoziologie. 1999, Berlin, ISBN 3-11-016347-0, urn:nbn:de:0168-ssoar-6972.
- Volkhard Krech: Religionssoziologie. 1999, Bielefeld, ISBN 3-933127-07-6.
- Volkhard Krech, Hartmann Tyrell (Hrsg.): Religionssoziologie um 1900. Eine Fortsetzung (Religion in der Gesellschaft, Band 48), Baden-Baden 2020.
- Joachim Matthes: Religion und Gesellschaft. Einführung in die Religionssoziologie I. 1967.
- Ingo Mörth: Die gesellschaftliche Wirklichkeit von Religion. Grundlegung einer allgemeinen Religionstheorie, 1978, Stuttgart, ISBN 3-17-004359-5.
- Gert Pickel: Religionssoziologie. Eine Einführung in die zentralen Themenbereiche. 2011, Wiesbaden, ISBN 978-3-531-15456-5.
- Monika Wohlrab-Sahr: „Luckmann 1960“ und die Folgen. Neuere Entwicklungen in der deutschsprachigen Religionssoziologie. In: B. Orth, T. Schwietring, J. Weiß: Soziologische Forschung. Stand & Perspektiven. 2003, Opladen, S. 427–448.
- Detlef Pollack,  Volkhard Krech, Olaf Müller, Markus Hero (Hrsg.): Handbuch Religionssoziologie. Springer VS, Wiesbaden 2018, ISBN 978-3-531-17536-2
- Detlef Pollack: Religion in der Moderne. In: Irene Dingel, Christiane Tietz (Hg.): Säkularisierung und Religion: Europäische Wechselwirkungen. Vandenhoeck & Ruprecht. 2019, S. 39–61. ISBN 978-3-525-57093-7 (worldcat.org).

### Klassiker der Religionssoziologie
- Max Weber: Gesammelte Aufsätze zur Religionssoziologie. zuerst erschienen 1920, ISBN 3-8252-1488-5 (enthält u. a. die „Protestantische Ethik“, zuerst erschienen 1904/05)
- Émile Durkheim: Die elementaren Formen des religiösen Lebens. 1981 [1912], ISBN 3-518-28725-7
- Marcel Mauss: Die Gabe. Frankfurt am Main 1990 [1924]! Schriften zur Religionssoziologie. Berlin 2012
- Gustav Mensching: Soziologie der Religion. Bonn ²1968 [1947]
- Gustav Mensching: Soziologie der großen Religionen. Bonn 1966.
- Joachim Wach: Religionssoziologie. 1951
- Harry Hoefnagels SJ: Kirche in veränderter Welt – Religionssoziologische Gedanken. Driewer-Verlag Essen 1964
- Charles Taylor: Die Formen des Religiösen in der Gegenwart. Suhrkamp, Frankfurt am Main 2002, ISBN 978-3-518-29168-9
  - Ein säkulares Zeitalter. Suhrkamp, Frankfurt am Main 2009, ISBN 978-3-518-58534-4 (Inhaltsverzeichnis)

### Empirische Studien
- Manuel Franzmann: Säkularisierter Glaube. Fallrekonstruktionen zur fortgeschrittenen Säkularisierung des Subjekts. Weinheim 2017, ISBN 978-3-7799-2939-0.
- Pippa Norris, Ronald Inglehart: Sacred and Secular. Religion and Politics Worldwide. Cambridge 2004, ISBN 0-521-54872-1
- Gert Pickel, Olaf Müller: Church and Religion in Contemporary Europe. Results from Empirical and Comparative Research. Wiesbaden 2009, ISBN 978-3-531-16748-0.
- Gert Pickel, Kornelia Sammet: Religion und Religiosität im vereinigten Deutschland. Zwanzig Jahre nach dem Umbruch. Wiesbaden 2011, ISBN 978-3-531-17428-0.
- Gergely Rosta, Detlef Pollack: Religion in der Moderne: Ein internationaler Vergleich. Campus, Frankfurt am Main / New York 2015.
- Maik Sadzio: Kulturenwende – Transkulturelle und transreligiöse Identitäten. Auswertung einer empirischen Studie unter pädagogischen MultiplikatorInnen in Belém-Pará/Brasilien. 2010, ISBN 978-3-8391-5006-1 (PDF-Datei).